# Château de Canchy
Le château de Canchy est un château situé sur la commune de Canchy dans le département français du Calvados.

## Historique

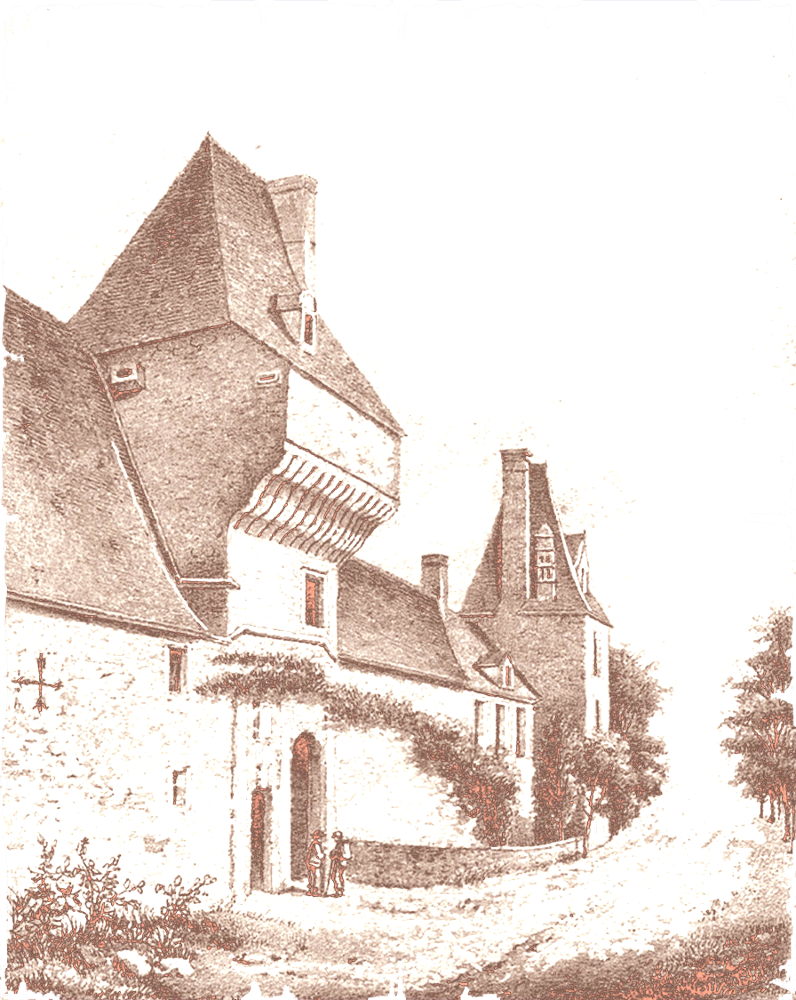
Gouache de la fin du XIXe siècle représentant la tour centrale de Canchy.

La forteresse de Canchy formait, à l'époque médiévale, avec le château de Colombières, l'un des deux verrous situés sur les contreforts de la vallée de l'Esque, de part et d'autre du marais afin d'interdire la progression d'envahisseurs venus de la mer.
Les restes de l'ancien château sont au XVIIIe siècle encore importants et fournissent un spécimen des grandes constructions seigneuriales des époques Henri IV et Louis XIII qu'illustre une gravure datant vraisemblablement de la fin du siècle précédent.
Le château était alors carré et des douves remplies d'eau en défendaient les abords. Il n'en demeure aujourd'hui, dans son intégralité, qu'un seul côté d'une longueur de 100 mètres.
Cette façade se compose d'une ligne de bâtiments avec pavillon carré au centre, renfermant au rez-de-chaussée la petite et la grande porte.
Aux quatre coins étaient construites des tours d'une surface légèrement plus réduite, dont deux seulement subsistent. Celle située au sud, le long de l'église, dont la toiture s'est effondrée en 1925, était construite de façon exactement semblable à celle du nord qui, elle, a conservé sa couverture.
Le pavillon central est encore surmonté dans sa partie supérieure d'une belle rangée de mâchicoulis. Sans doute, à la fin du XVIe siècle, une longue toiture et une haute cheminée remplacèrent-elles le couronnement crénelé du Moyen Âge ; cette toiture que l'on retrouve dans une gouache de la fin du XIXe siècle s'écroulera brutalement en 1970 en entrainant la voute et le plancher du 1er étage.
Dans les escaliers conduisant au premier étage de la tour centrale et de la tour du sud, des meurtrières permettaient aux gardes postés dans la montée de lancer des projectiles, ultime défense contre ceux qui tentaient de pénétrer pour s'emparer de l'édifice. Les voutes situées à l'intérieur du bâtiment proprement dit étaient faites avec des pierres noyées dans du mortier ; elles ont plus de 50 cm d'épaisseur.
C'est par la grande porte du pavillon central qu'étaient accueillis avec tous les honneurs les hôtes des châtelains au cours des XVIIe et XVIIIe siècles. À cette époque, de vastes jardins à la française occupaient la cour intérieure et les alentours du château sur une surface de 5 ha environ, dont les plans ont été relevés à l'occasion d'un voyage à Cherbourg effectué par le roi Louis XVI entre les 21 et 29 juin 1786 pour officialiser les travaux qu'il y avait engagés.
Lors de sa confiscation et de sa mise en vente comme bien national en 1798, l'ensemble de la forteresse restait imposant, venant même d'être restauré par ses occupants. Le château avait alors atteint le sommet de sa munificence. Lorsqu'il sera repris cent ans plus tard par ses anciens occupants, la famille du Moustier de Canchy, seuls subsistaient les bâtiments actuels transformés en exploitation agricole, ayant perdu, avec trois des côtés de son enceinte et ses jardins à la française, son aspect seigneurial.

## La seigneurie de Canchy au Moyen Âge
Plein fief de haubert, la seigneurie de Caenchy (puis Canchy) relevait encore au XIe siècle de celle de Crèvecœur. Mais, en 1180, Guillaume de Crèvecœur donna la main de sa fille Hardwise à Jourdain Ier du Hommet. Les du Hommet, l'une des plus anciennes  et plus puissantes familles de la région, étaient alors connétables héréditaires de Normandie, charge qu'ils occuperont jusqu'au XIIIe siècle.
Jourdain Ier était le fils de Richard Ier du Hommet, deuxième connétable et grand sénéchal de Normandie, qui se retira en 1178 à l'abbaye d'Aunay et mourut en 1178.
Son frère, Guillaume II, 3e connétable de Normandie, grand bailli de Cotentin, se retirera à son tour dans cette abbaye en 1208 en transférant cette charge à son fils Enguerrand Ier. Enguerrand Ier maria sa fille Lucie à Jehan de Brucourt : ce fut l'occasion d'une des premières mentions connues de la seigneurie de Caenchy. Jehan de Brucourt, en effet, prétendit que les prieurs de La Cambe devaient donner de trois ans en trois ans un cheval de selle à son épouse. Mais, en 1222, le prieur de La Cambe prouva que cet hommage d'un palefroi ne s'était jamais fait et ce litige atteste que Jehan de Brucourt était alors seigneur de Caenchy.
En 1377, Girard Ier d'Esquay, était seigneur de Caenchy ; le 18 octobre de l'année 1377, il vendit à un collège fondé à Paris par Gervais Chrétien, le collège de maître Gervais, ses deux parts de dîme de Caenchy moyennant 920 livres tournois.
Du mariage de Girard III d'Esquay, seigneur de Caenchy, et de Marie de Brucourt en 1414, naquirent Regnier et Girard. Demeuré fidèle au roi de France, lorsque celui d'Angleterre s'empara de la Normandie, Girard III fut dépouillé de ses biens ; en 1425, Jean de Robessart, chevalier souverain, devint propriétaire des terres de Caenchy « au nom de son Maitre, le Roi d'Angleterre ». Toutefois, cette spoliation ne fut pas durable car la trêve de Tours signée en 1444 permet à Regnier d'Esquay de redevenir seigneur de Caenchy.
Regnier eut trois enfants, Richard, Guillemette et Malines.

## La famille de Sainte-Marie d'Agneaux
Richard d'Esquay, seigneur de Caenchy, fut fait par sa femme seigneur d'Agneaux, près de Saint-Lô. Il transmit le fief d'Agneaux et de Canchy avec la main de sa fille Girette en 1450 à Raoul.
Raoul eût un fils, Jean II de Sainte Marie (1450-1518) qui épousa Blanche de Silly et qui fut le père de Jean III de Sainte Marie, seigneur d'Agneaux et de Caenchy, lieutenant général et capitaine de la ville de Saint-Lô. Il avait embrassé la religion réformée et sera l'auxiliaire du marquis de Colombières en 1562 dans les brigandages commis à la cathédrale de Bayeux et dans le voisinage.
Louis de Sainte Marie, seigneur de Caenchy (1555-1616), gentilhomme ordinaire de la chambre du Roi embrassera la religion protestante puis abjura en 1600, livrant ainsi la place forte de Grandville aux catholiques. Louis, seigneur d'Agneaux et de Caenchy, décédé le 8 mars 1621, est enterré dans le chœur de l'église de Canchy avec son épouse, Jacqueline de Sabrevois. Sa sépulture, à gauche de l'autel, et l'inscription y sont encore visibles. On peut y lire: « Cy gist le corps de notre seigneur, le sir Louis de Sainte Marie, seul seigneur et patron de Caenchy, chevalier de l'ordre du Roy, gentilhomme ordinaire de sa chambre, lequel décèdera le huitième de mars 1616 ». On lui doit vraisemblablement les premières transformations du château en une demeure confortable.
Son descendant, Louis de Sainte Marie (1646-1687), épousera le 1er mai 1666 Marie Anne du Moustier dont le frère, Thomas du Moustier, sieur de La Motte, reprendra en 1672 les terres et la seigneurie de Caenchy.

## Les du Moustier

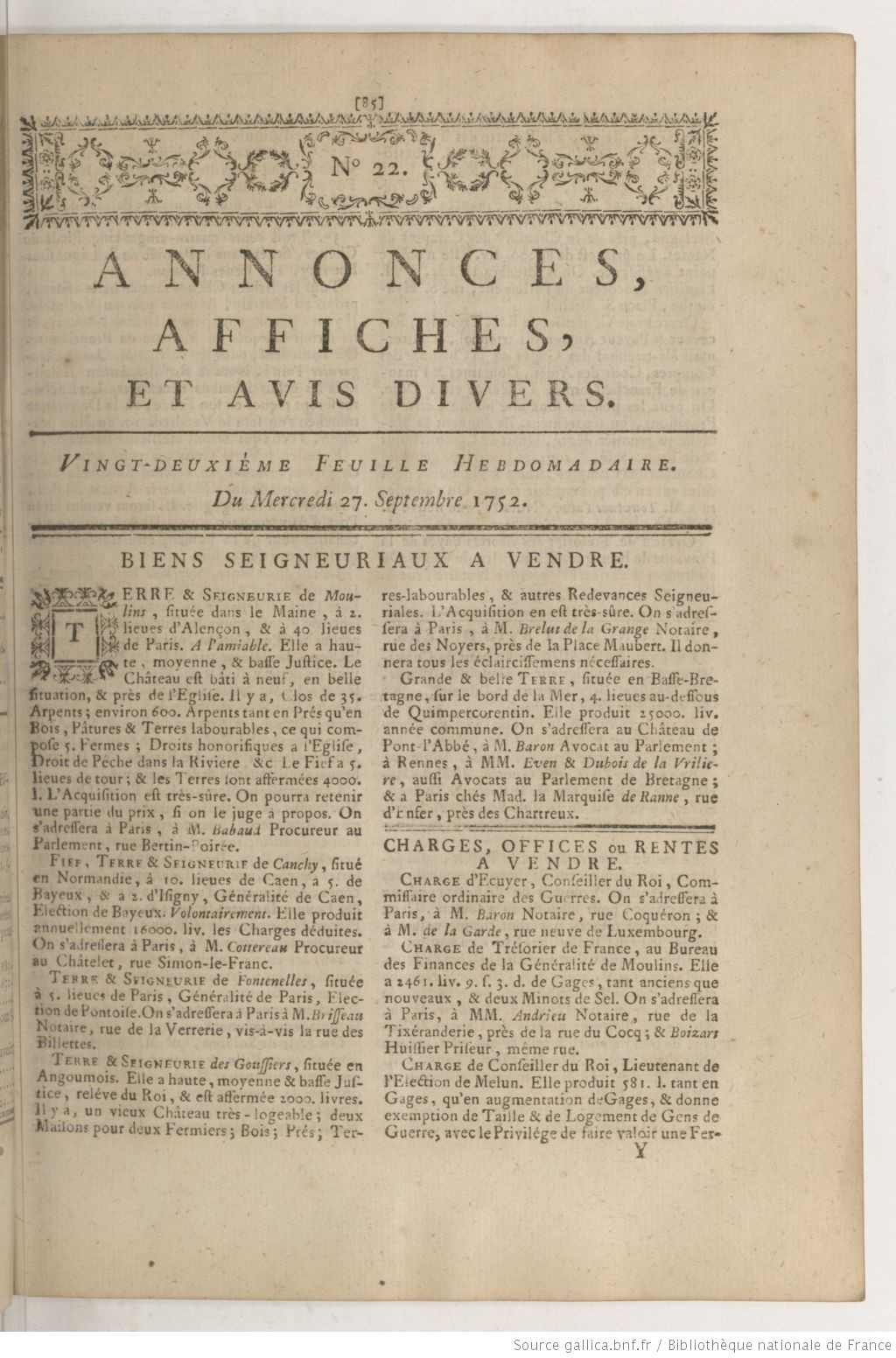
La vente des terres de Canchy.

La famille du Moustier appartenait à la noblesse de Normandie. Elle a pour berceau la région de la Manche et occupait aux XVIe et XVIIe siècles, dans les villes de Caen et de Bayeux, un rang distingué.
En 1672, Thomas du Moustier reprendra la seigneurie de Canchy. Il occupera les mêmes fonctions de lieutenant général et maire perpétuel de Caen que son père, sieur de la Motte.
De son mariage avec Marie Anne Onfroy, Thomas du Moustier aura trois enfants dont Nicolas (1674-,1720), seigneur de Goustrainville, lieutenant-général au bailliage et siège présidial de Caen et maire perpétuel de cette ville et Pierre Jean (1682-1717), seigneur des Mezerets et de Canchy, capitaine de cavalerie dans le Royal Piémont sans descendance.
C'est le deuxième fils de Nicolas, François Gabriel Aimé du Moustier (1705-1764), lieutenant général au bailliage et siège présidial de Caen qui deviendra de seigneur de Canchy.
À sa mort en 1764, le château de Canchy fut vendu le 8 juillet, pour 300 000 livres à Charles-François de Broglie, marquis de Ruffec.

## Les Broglie et la Révolution
Charles-François de Broglie, né le 19 août 1719, s'engagea dans l'armée de son frère François Marie, qui devint ministre de la Guerre sous Louis XVI. Le maréchal de Soubise en prit ombrage et obtint l'exil des Broglie en Normandie.
Charles François acquit en 1764 le château de Canchy dont il fit restaurer somptueusement les jardins. Autorisé à quitter son exil, le seigneur de Canchy fut appelé à reprendre son rôle de diplomate auprès du roi et de Dumouriez. Disgracié deux fois encore à la suite de cabales conduites au sein de la cour, notamment par le ministre Choiseul, il décida en 1777 de s'occuper uniquement de ses terres et de retourner s'installer à Canchy. Il décédera en 1781.
Une notice de Canchy, datée du 10 janvier 1878 et signée de M. Marie, instituteur à Canchy, relate la confiscation du château de Canchy à la Révolution en ces termes :

« Au moment de la Révolution la famille de Broglie quitta Caenchy, abandonna son château et ses terres. On considère ces biens comme ayant été vendus par la Nation. Cependant, à la date du 28 brumaire an III (18 novembre 1794), on trouve dans les archives de la mairie, une délibération conçue en ces termes : la citoyenne Louise-Auguste Montmorency veuve Broglie, est résidente à Angoulême, n'a point été et n'est pas comprise dans la liste des Émigrés de notre département et ses biens ne sont point en séquestre à Caenchy. »

.
Aux termes de la loi du 26 vendémiaire an VII (17 octobre 1798), les biens de la comtesse de Broglie, qui se faisait encore appeler Madame de Canchy, et de ses enfants furent confisqués comme biens nationaux et vendus en plusieurs lots.

## DuXIXesiècleà nos jours
Le 5 brumaire an VIII (27 octobre 1799)), le château et ses terres furent adjugés à monsieur Menage et monsieur Noël pour 6 525 francs.
Le château fut en grande partie dépecé et servi comme carrière de pierres pour la région. Leurs héritiers revendront en 1885 les restes du château et quelques terres à Charles Maurice du Moustier de Canchy (° 1838), petit fils de Auguste Aimé Nicolas de Canchy.
La propriété familiale est depuis lors restée dans les mains de ses descendants.
Il la léguera, en effet à son fils Étienne du Moustier de Canchy, officier de cavalerie dans le 2e régiment de cuirassiers en 1917 qui, mort sans postérité, la laissera à son neveu homonyme Étienne.
Étienne du Moustier de Canchy, (1909-1976), général de brigade de cavalerie, ancien chef d’état-major du général de Lattre, commanda en 1955 le 2e Spahi marocain.
À sa mort, le général du Moustier de Canchy, sans descendance, léguera le château de Canchy au fils de son frère cadet Henri, (1914-1969), Jean François du Moustier de Canchy, qui engagera d'importants travaux de restauration dans des bâtiments très dégradés avant de céder la propriété à son fils Nicolas du Moustier de Canchy.

## Le château aujourd'hui

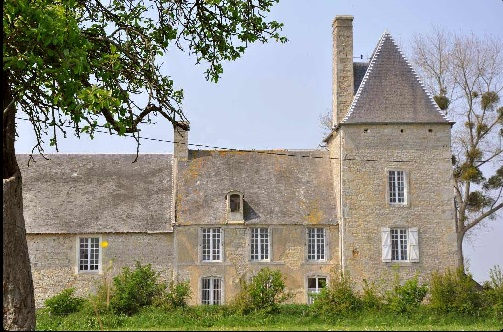
L'ensemble d'habitation du château de Canchy.

Une observation attentive de la façade située sur la cour intérieure laisse apparaitre la partie la plus ancienne située entre l'église et la tour centrale, une partie reconstruite au XIXe siècle et les restes des remaniements des XVIIe et XVIIIe siècles autour de la tour du nord.
La partie la plus ancienne est caractérisée par la présence de boulins et de fenêtres ogivales étroites. La plupart des espaces intérieurs, non restaurés datent d'une période antérieure au XVIIe siècle, qu'il s'agisse des différentes pièces de taille en général modeste, des escaliers et passages fortifiés desservant au premier étage l'ancien chemin de ronde ou des ouvertures creusées dans les murs.
Les boulins viennent compléter ceux du colombier situé à l'extérieur du château, dans le prolongement de l'église. Ce colombier témoigne de l'importance de la seigneurie de Canchy. Il fournissait œufs, viande et excréments de pigeon ou de colombe destinés à engraisser les terres seigneuriales. Seuls les seigneurs avaient le droit de chasse et les paysans devaient supporter ces volatiles qui venaient manger leur grain. Les seigneurs de Canchy ne passaient pas pour « commodes » à la fin du XVIIIe siècle et l'on comprend que la destruction de ce colombier ait figuré dans les cahiers de doléance du tiers état de Normandie en 1789.
La partie centrale du château, dans laquelle se trouve actuellement le grand salon en cours de restauration, s'est vraisemblablement effondrée ou a été dépecée : elle a dû être sommairement remontée au XIXe siècle pour servir de grange. Comme toutes les ouvertures de la cour intérieure, un entourage de brique était venu encadrer portes et fenêtres. Les travaux de restauration engagés en 1990 ont permis de rétablir l'encadrement de pierre initial de toutes ces ouvertures.
L'ensemble d'habitation situé dans le prolongement de ce salon et englobant la tour nord témoigne de réaménagements datant vraisemblablement du XVIIe siècle pour apporter le confort nécessaire. En attestent les sols et plafonds, les fenêtres rectangulaires à petits carreaux et surtout l'assortiment de cheminées de pierre ornées de la coquille. Vraisemblablement la partie centrale où se trouve aujourd'hui le salon avait-elle bénéficié des mêmes aménagements pour constituer un grand ensemble ainsi qu'en attestent les restes encore visibles d'une cheminée de la même époque à l'intérieur de la tour centrale.

## Protection
Les tours carrées du château sont inscrites aux monuments historiques par arrêté du 2 juillet 1927.